# 1682
1682 (MDCLXXXII) var ett normalår som började en torsdag i den gregorianska kalendern och ett normalår som började en söndag i den julianska kalendern.

## Händelser

### Februari
- Februari – Karl XI ersätter titeln "rikets råd" med "kungligt råd", för att ytterligare inskärpa riksrådets minskade makt och att framhäva sin egen.
- 16 februari (NS) – Gregorianska kalendern införs i Alsace.[1]

### Maj
- Genom Streltserupproret 1682 i Moskva tar Sofia Aleksejevna makten i Ryssland.

### Augusti
- 22 augusti – Ett nytt svenskt duellplakat utfärdas, med ännu strängare straff än det från 1662.

### November
- November – Den svenska riksdagen lägger hela lagstiftningen och reduktionsarbetet i kungens hand. Kungen bestämmer sig för att gå hårdare åt lågadeln i reduktionen och tvingar ständerna att erkänna att han har enväldig makt att "läna och åter taga".

### Okänt datum
- Den så kallade stora kommissionen, vilken granskat den svenska förmyndarregeringen, fäller nya domar. 4 miljoner daler silvermynt krävs i skadestånd.
- Många rådsherrar tvingas begära avsked och deras efterträdare är inte längre chefer för kollegierna. Dessa poster besätts istället med presidenter, som är beroende av kungen.
- Den svenska krigsmakten får en ny organisation då man på kungens förslag inför indelningsverket. Istället för dyra legoknektar och tvångsutskrivna svenskar skall armén bestå av indelta. Varje rote (2-4 gårdar) skall försörja ett soldattorp och förse soldaten med materiella förnödenheter. Indelningsverket innebär att svenska armén blir stående och mer regelbunden samt därmed bättre tränad än tidigare.
- Lunds universitet öppnas på nytt, efter att ha varit stängt under Skånska kriget (1675–1679).
- Pseudonymen Skogekär Bergbo publicerar Fyratijo små wijsor.
- Salzburg firar 1100 år som ärkebiskopsstad.

## Födda
- 17 april – Gustaf Bonde, svensk greve, ämbetsman och politiker samt tillförordnad kanslipresident 1738–1739.
- 27 april – Claudine Guérin de Tencin, fransk författare och salongsvärd.
- 17 juni (GS) – Karl XII, kung av Sverige 1697–1718
- 10 juli – Bartholomäus Ziegenbalg, tysk missionär.

## Avlidna
- 18 februari – Baldassare Longhena, italiensk barockarkitekt.
- 12 juli – Jean Picard, fransk astronom.
- 23 november – Claude Lorrain, fransk målare.
- 18 december – Guðríður Símonardóttir, isländsk slavinna.

### Fotnoter
1. ↑  Adoption of the Gregorian calendar